# Franchi SPS 350

## Descripción general
La escopeta Franchi SPS-350 se mantiene hasta nuestros días como arma de dotación colectiva en el Cuerpo Nacional de Policía (CNP). Esta arma presenta para el servicio policial en el entorno urbano diversas ventajas frente a otras armas de inspiración militar. En primer lugar, sus postas de plomo se deforman en gran medida tras impactar sobre alguna superficie, lo que reduce notablemente el riesgo de rebote. También su versatilidad es apreciada, gracias a la rosca que presenta en el extremo del cañón, donde se pueden instalar accesorios tales como bocacha, chokes, dispersores de fuego, etc.

## Características técnicas
- Munición: cartucho del 12
- Calibre: 18,53 mm
- Número de cartuchos: 4+1 en recámara
- Longitud del arma: 830 mm
- Longitud del cañón: 350 mm
- Peso: 2,7 kg (descargada)
- Sistema de puntería: alza y punto de mira
- Sistema de funcionamiento: de corredera

## Mecanismos y funcionamiento
a) Mecanismo de cierre: Este mecanismo está constituido por cinco piezas fundamentales:
- Cerrojo
- Grapón
- Carro
- Culata del cañón
- Asta de armamento

Este conjunto produce la obturación y bloqueo del cerrojo en el momento del disparo, haciendo que el grapón se encaste en la culata del cañón. De esta forma se hacen solidarias las piezas cerrojo-grapón-culata del cañón.
b) Mecanismo de extracción - expulsión. Está compuesto por las siguientes piezas: el extractor, con su pasador; pistón y muelle, que se aloja en el cerrojo, y el expulsor acoplado a la culata del cañón.
Al llevar el guardamanos hacia atrás, además de desbloquear el cierre se desplaza el cerrojo; éste arrastra la vaina o el cartucho que lleva enganchado con el extractor y lo saca de la recámara; el culote choca con el expulsor y proyecta la vaina fuera por la ventana de la carcasa. Cuanto más rápida sea la acción sobre el guardamano, más fuerte y efectiva será la expulsión.
c) Mecanismo del seguro automático. El seguro automático es una pieza, articulada con la biela del disparador, que puede manipularse mediante palanca o leva accesible junto al guardamonte. Sus misiones fundamentales son tres:
```
  1. Bloquear el carro en su posición más adelantada hasta que el arma sea disparada.
  2. Desconectar la biela del disparador del diente enganche del serpentín.
  3. Desbloquear el carro y el cerrojo, permitiendo llevar hacia atrás la corredera, sin necesidad de disparar previamente.
```

d) Mecanismo de seguro manual. Este seguro es una pieza cilíndrica transversal situada delante del guardamonte. Este seguro bloquea el movimiento del serpentín, de modo que si está montado no se puede disparar.
e) Mecanismo de alimentación. Consta de leva comando, leva auxiliar con su muelle, leva de cierre, asta de armamento, transportador y diente tope del cerrojo.
Al poner un cartucho en el depósito, queda retenido por la leva de cierre. Cuando se mueve hacia atrás el guardamanos, el asta de armamento unida a él abre la leva de cierre, con lo que el cartucho sale del tubo depósito impulsado por la fuerza del muelle interno del tubo. En su salida, el cartucho queda sobre el transportador,  desplazando la leva comando. Al echar adelante el guardamano, el carro presiona sobre el diente tope de cerrojo que se articula con el transportador, el cual eleva el cartucho orientándolo hacia la recámara, de forma que el cerrojo lo pueda arrastrar e introducir.
- Datos: Q5864805